# Tjorvila
Tjorvila (georgiska: ჭორვილა) är en by i Imeretien i västra Georgien. År 2014 hade byn 1 451 invånare.
Byn ligger i övre delen av Imeretien i västra Georgien på Tjiaturaplatån, 643 meter över havet. Närmaste stad är Satjchere, som ligger 6 kilometer från Tjorvila. Byn har även ett antal intilliggande mindre byar som Sairche, Merdzjevi, Gorisa, Modzvi, Koreti och Itchvisi. Klimatet är likt det övriga klimatet i samma breddgrad i landet, med 900–1 000 millimeter nederbörd per år. På grund av dess närhet till bergen kan vintrarna vara mycket kalla.
I området har man historiskt haft jordbruk, som sedermera utvecklats till vinindustri med stora vinodlingar i området.
I byn föddes politikern och affärsmannen Bidzina Ivanisjvili, som är Georgiens rikaste man.